# 基督堂 (巴黎)

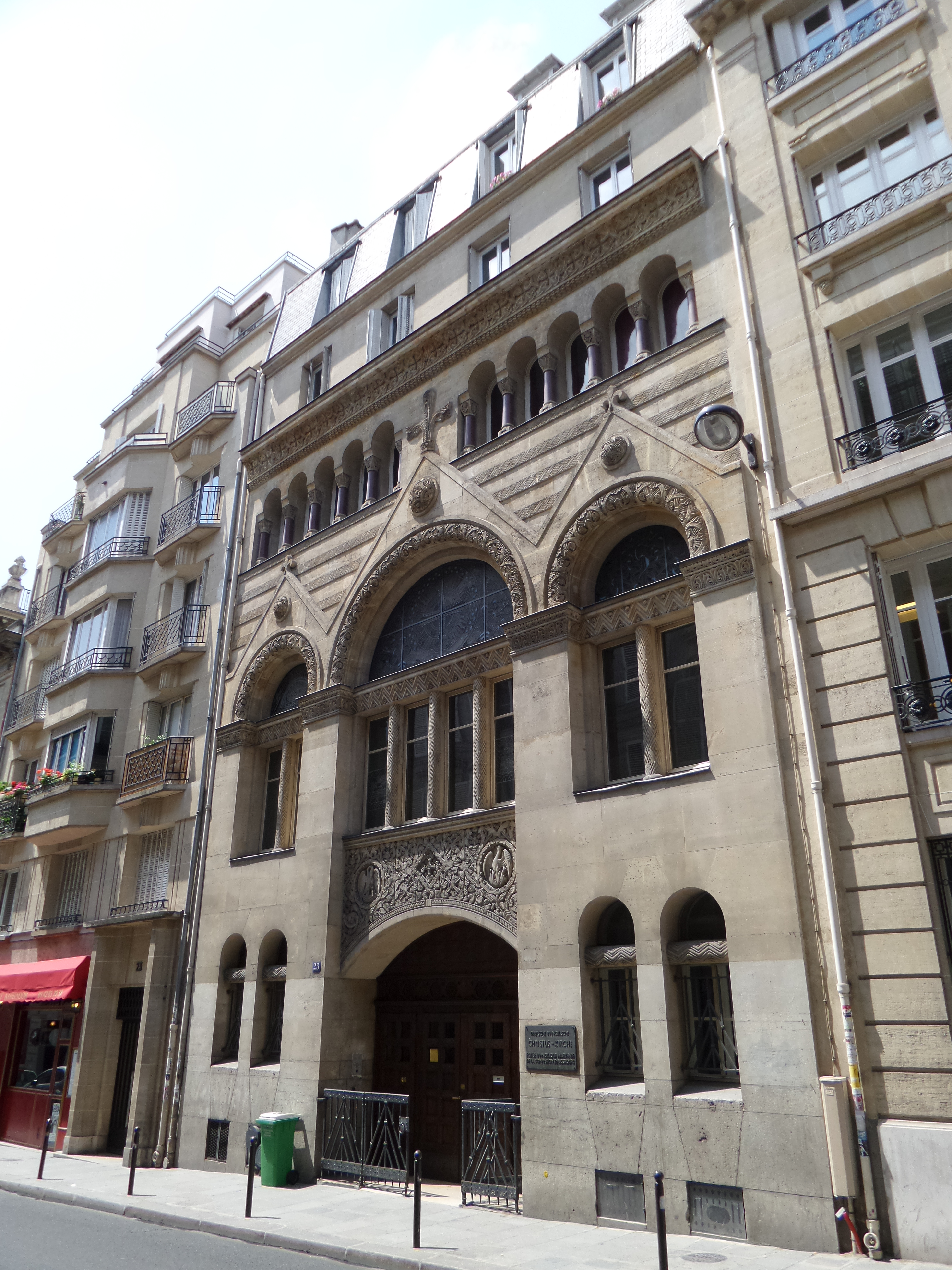
基督堂

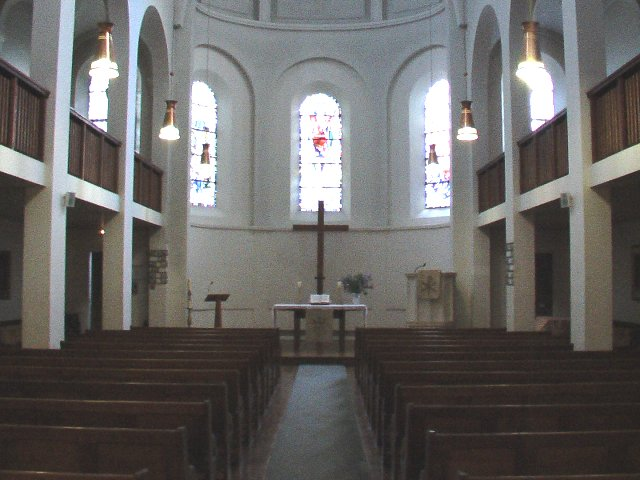

基督堂（Christuskirche）是法国巴黎的德国新教教堂，位于巴黎第九区Blanche街25号，最初是一座路德宗教堂，现在属于联合教会。

## 参考

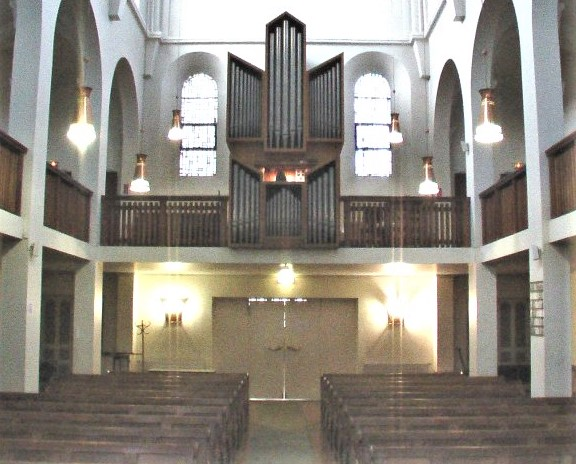